# 1996年电子游戏界

## 事件
- 5月16–18日 第二届E3在美国加利福尼亚州洛杉矶举办。[1]

## 硬件

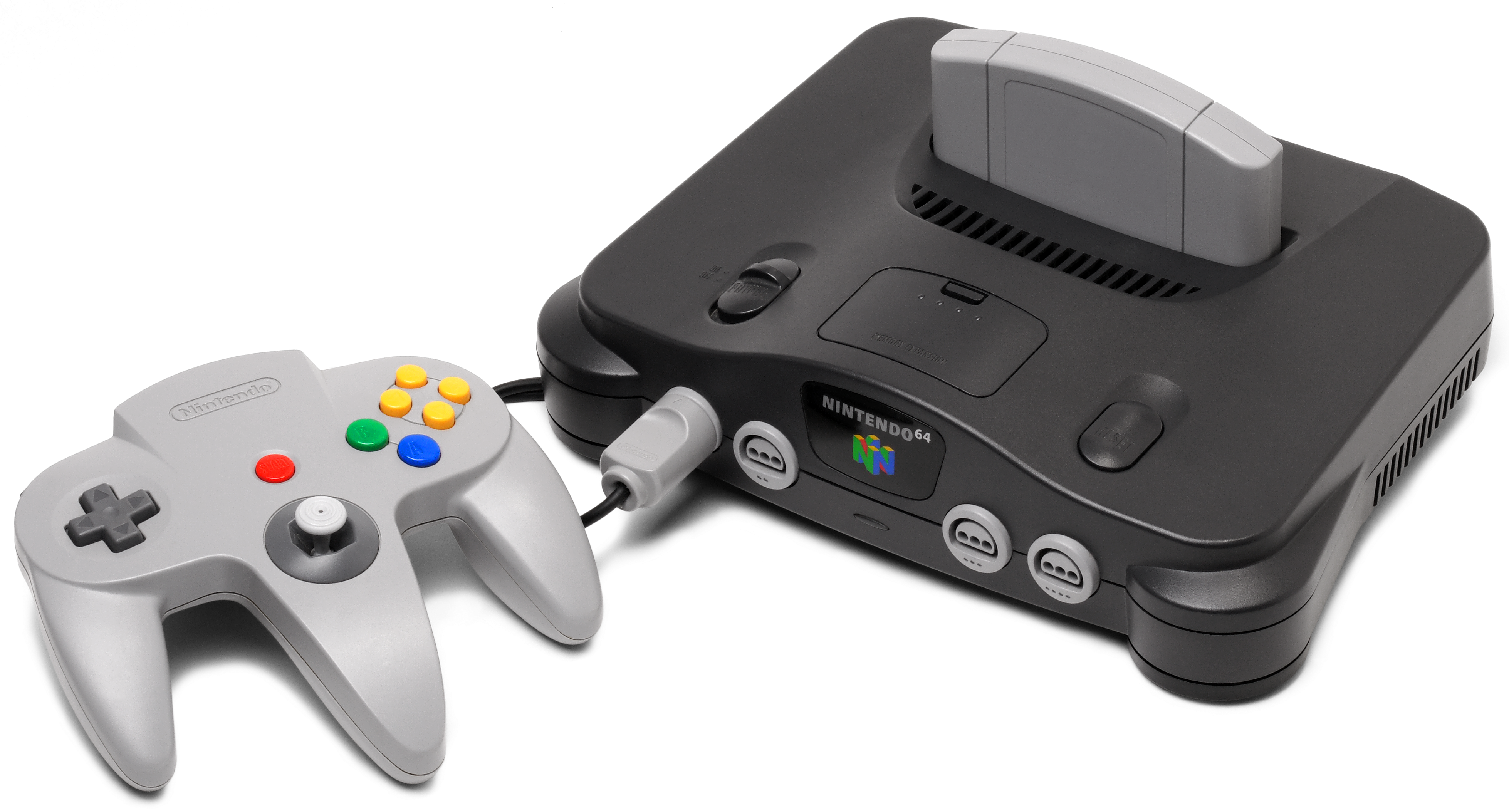
任天堂64

- 2月21日; Sega Model 3（英语：Sega Model 3），是当时在技术上具有令人深刻印象图像的街机主板。
- 11月23日; 萬代他媽哥池电子宠物设备。
- 任天堂的任天堂64，第一款真正64位元家用電子遊戲機。
- 任天堂Game Boy Pocket（GBP）掌上遊戲機。（比之前Game Boy小30%的版本）
- 世嘉Net Link，为世嘉土星家用机的调制解调器。
- SNK的Neo Geo CDZ（英语：Neo Geo CDZ）。（仅日本地区）
- 南梦宫街机游戏《Alpine Racer（英语：Alpine Racer）》，含有新型用户界面。

## 商业
- 2月; 暴雪娛樂收购Condor设计小组，将其更名为北方暴雪。
- 2月13日; 雅達利公司宣布计划合并JTS Corp.（英语：JT Storage）。
- 4月; Eidos Interactive收购CentreGold。其持有Core Design（蘿拉·卡芙特角色创作者）和U.S. Gold（英语：U.S. Gold）。
- 5月1日; GameSpot和GameFAQs推出。
- 6月; 随同席德·梅爾的Jeff Briggs（英语：Jeff Briggs）和Brian Reynolds（英语：Brian Reynolds (game designer)）建立Firaxis Games。
- 7月; GT Interactive（英语：GT Interactive）购入Humongous Entertainment（英语：Humongous Entertainment）
- 7月24日; CUC International（英语：CUC International）公司在证券市场耗资30亿元购入Sierra On-Line、暴雪娛樂和Davidson & Associates（英语：Davidson & Associates）。
- 8月6日; 美国在线花费1500万从AT&T处收购雪乐山的ImagiNation Network。
- 8月24日; 威尔乌成立。
- 9月1日; 在5年的运营之后，美国在线关闭ImagiNation Network，第一家具有图像的在线游戏。
- 11月13日; 湯姆·克蘭西和Virtus Corp.建立红色风暴娱乐，由Doug Littlejohns领导。
- 英寶格娱乐SA收购Ocean Software（英语：Ocean Software）。
- Midway Games公司（WMS Industries，前称为Williams Electronics，的附属公司）从Warner Communications Inc处收购雅达利游戏公司。
- 以创作《熱血系列》和《雙截龍系列》知名的電子遊戲公司Technōs Japan宣告破產倒閉。（Technōs Japan公司的版權自破產後由原開發團隊新成立的Million公司持有，並於2015年6月12日將持有的Technōs Japan遊戲版權轉讓給亞克系統）
- 黑島工作室成为Interplay的部门; 自1998年开始使用黑岛工作室名称。
- Game Park（英语：Game Park）公司在韩国建立。
- 由MicroProse和Spectrum HoloByte于1993年建立的Warner Communications开始使用MicroProse的名称。
- Overworks, Ltd.建立
- Zed Two公司建立
- 任天堂美国与Computer & Entertainment公司诉讼。
- 3DO公司购入New World Computing

## 中断
- 任天堂Virtual Boy失败。雅达利Jaguar和3DO停止支持。